# Cầu lông tại Đại hội Thể thao Đông Nam Á 1977
Cầu lông tại Đại hội Thể thao Đông Nam Á năm 1977 diễn ra từ 19 đến 26 tháng 11 năm 1977 tại Selangor Badminton Association Hall và Stadium Negara, Kuala Lumpur, Malaysia. Chương trình thi đấu bao gồm 7 nội dung: đơn nam, đơn nữ, đôi nam, đôi nữ, đôi nam–nữ (mixed doubles), đồng đội nam và đồng đội nữ – giống như kỳ SEA Games trước đó.
Đoàn thể thao Indonesia lần đầu tiên tham dự đã thể hiện sự thống trị của mình khi dành được 6 tấm huy chương vàng và nhất toàn đoàn. Trong khi đó, chủ nhà Malaysia chỉ có 1 huy chương vàng. 

## Bảng huy chương
| Hạng               | Đoàn               | Vàng | Bạc | Đồng | Tổng số |
| ------------------ | ------------------ | ---- | --- | ---- | ------- |
| 1                  | Indonesia          | 6    | 2   | 1    | 9       |
| 2                  | Malaysia           | 1    | 3   | 2    | 6       |
| 3                  | Thái Lan           | 0    | 2   | 4    | 6       |
| Tổng số (3 đơn vị) | Tổng số (3 đơn vị) | 7    | 7   | 7    | 21      |

## Tóm tắt kết quả
| Nội dung     | Vàng | Bạc | Đồng |
| ------------ | --- | --- | --- |
| Đơn nam      | Liem Swie King · Indonesia                                                                                    | Dhany Sartika · Indonesia                                                                                                | James Selvaraj · Malaysia                                                                                                 |
| Đơn nữ       | Sylvia Ng · Malaysia                                                                                          | Verawaty Wiharjo · Indonesia                                                                                             | Sirisriro Patama · Thái Lan                                                                                               |
|              | | | |
| Đôi nam      | Indonesia · Tjun Tjun · Johan Wahjudi                                                                         | Thái Lan · Pichai Kongsirithavorn · Preecha Sopajaree                                                                    | Thái Lan · Bandid Jaiyen · Surapong Suharitdamrong                                                                        |
| Đôi nữ       | Indonesia · Theresia Widiastuti · Regina Masli                                                                | Malaysia · Rosalind Singha Ang · Sylvia Ng                                                                               | Indonesia · Verawaty Wiharjo · Imelda Wiguna                                                                              |
| Đôi nam nữ   | Indonesia · Christian Hadinata · Regina Masli                                                                 | Malaysia · Dominic Soong · Yap Hei Lin                                                                                   | Thái Lan · Preecha Sopajaree · Porntip Buntanon                                                                           |
|              | | | |
| Đồng đội nam | Indonesia · Ade Chandra · Christian Hadinata · Liem Swie King · Dhany Sartika · Tjun Tjun · Johan Wahjudi     | Thái Lan · Bandid Jaiyen · Pichai Kongsirithavorn · Preecha Sopajaree · Surapong Suharitdamrong · Udom Luengpetcharaporn | Malaysia · Koay Kar Lin · Saw Swee Leong · James Selvaraj · Dominic Soong · Moo Foot Lian · Lim Cheng Hoe                 |
| Đồng đội nữ  | Indonesia · Ivanna Lie · Regina Masli · Tati Sumirah · Theresia Widiastuti · Imelda Wiguna · Verawaty Wiharjo | Malaysia · Rosalind Singha Ang · Sylvia Ng · Ong Ah Hong · Yap Hei Lin · Katherine Teh                                   | Thái Lan · Suleeporn Jittariyakul · Thongkam Kingmanee · Petchroong Liengtrakulngam · Sirisriro Patama · Porntip Buntanon |

## Kết quả chung cuộc
| Nội dung   | Vô địch                            | Á quân                                     | Tỷ số            |
| ---------- | ---------------------------------- | ------------------------------------------ | ---------------- |
| Đơn nam    | Liem Swie King                     | Dhany Sartika                              | 15–9, 15–5       |
| Đơn nữ     | Sylvia Ng                          | Verawaty Wiharjo                           | 4–11, 11–4, 11–5 |
| Đôi nam    | Tjun Tjun & Johan Wahjudi          | Pichai Kongsirithavorn & Preecha Sopajaree | 15–10, 15–3      |
| Đôi nữ     | Regina Masli & Theresia Widiastuti | Rosalind Singha Ang & Sylvia Ng            | 15–2, 15–4       |
| Đôi nam nữ | Christian Hadinata & Regina Masli  | Dominic Soong & Yap Hei Lin                | 15–10, 15–6      |